# Тенефлай (Нью-Джерсі)
Тенефлай (англ. Tenafly) — місто (англ. borough) в США, в окрузі Берген штату Нью-Джерсі. Населення — 15 409 осіб (2020).

## Географія
Тенефлай розташований за координатами 40°55′6″ пн. ш. 73°57′2″ зх. д. / 40.91833° пн. ш. 73.95056° зх. д. (40.918309, -73.950521).  За даними Бюро перепису населення США в 2010 році місто мало площу 13,43 км², з яких 11,92 км² — суходіл та 1,51 км² — водойми.

## Демографія
Згідно з переписом 2010 року, у селищі мешкало 14 488 осіб у 4766 домогосподарствах у складі 3956 родин. Було 4980 помешкань
Расовий склад населення:
| - 69,3 % — білих - 26,2 % — азіатів - 0,9 % — чорних або афроамериканців - 1,2 % — осіб інших рас |

До двох чи більше рас належало 2,3 %. Частка іспаномовних становила 5,4 % від усіх жителів.
За віковим діапазоном населення розподілялося таким чином: 31,2 % — особи молодші 18 років, 55,3 % — особи у віці 18—64 років, 13,5 % — особи у віці 65 років та старші. Медіана віку мешканця становила 41,8 року. На 100 осіб жіночої статі у селищі припадало 93,4 чоловіків;  на 100 жінок у віці від 18 років та старших — 87,6 чоловіків також старших 18 років.
Середній дохід на одне домашнє господарство  становив 222 633 долари США (медіана — 147 196), а середній дохід на одну сім'ю — 238 186 доларів (медіана — 168 189). Медіана доходів становила 141 932 долари для чоловіків та 86 214 долари для жінок. За межею бідності перебувало 6,1 % осіб, у тому числі 4,2 % дітей у віці до 18 років та 14,9 % осіб у віці 65 років та старших.
Цивільне працевлаштоване населення становило 6162 особи. Основні галузі зайнятості: освіта, охорона здоров'я та соціальна допомога — 28,8 %, науковці, спеціалісти, менеджери — 15,2 %, фінанси, страхування та нерухомість — 13,4 %.